# Мглинская сотня
Мгли́нская со́тня — административно-территориальная и войсковая единица в составе малороссийского Стародубского полка, существовавшая в XVII—XVIII веках.
Центр — город Мглин.

## История
Во времена польского владычества (до 1648 года) почти вся Мглинщина, разделённая на две волости — Мглинскую и Дроковскую — принадлежала троцкому воеводе Николаю Абрамовичу. После изгнания поляков, вместо двух упомянутых волостей здесь были учреждены две сотни, Мглинская и Дроковская, которые показаны по описи 1654 года. Однако Дроковская сотня существовала недолго и вошла в состав Мглинской.
С 1782 года, после упразднения полкового деления Малороссии, Мглинская сотня оказалась разделена между Мглинским и Суражским уездами.

## География и население
Мглинская сотня занимала главным образом берега Ипути и притока её Воронусы; при этом берега последней были заселены раньше. Поипутье в пределах Мглинской сотни продолжало заселяться почти до конца XVIII века, причём главными заселителями этой местности явились сначала Есимонтовские, а потом — Искрицкие и Гудовичи. Заселение ипутских берегов шло медленно по той причине, что они были покрыты громадными лесами, от которых пришлое население должно было сначала очищать выбранные им для поселения «угомонища». Мглинские слободы поэтому садились преимущественно «на сыром корени», то есть среди лесных порубов.
Особенностью Мглинской сотни является значительное в ней количество, среди казачьего поселения, «стрельцов» и «пороховников». В Мглинской сотне «стрельцы» появились, по-видимому, не позже первой половины XVII в. и, записавшись после изгнания поляков в казаки, несли стрелецкую службу, промышляя зверя и птицу для обихода гетманов и местной старшины. Мглинские стрельцы составляли особый казачий «курень», заключавший в себе во время составления генеральной описи (1765—1769 гг.) 130 дворов и 40 бездворных хат.
Стрельцам необходим был порох, и из среды их выделилась особая группа — «пороховников», занимавшихся приготовлением пороха. Есть известие, что в первое время существования Стародубского полка пороховников вызывали из «Литвы». В ревизии 1723 г. об одном почепском казаке, по прозвищу Пороховник, замечено:
Сего Василья Пороховника деда Никиту покойний Петро Рославец ещё за полковницства своего в Стародубе, умислне для порохового дела з Литвы, з городка Кричева, зискал в Почеп и усталиовал его в Почепи жити, которий сам и сын его и сей Василь тое делаючи пороховое дело, надлежал до войсковой служби и власти сотницкой, а тяглостей жодних посполитих не отбувал".
Позднее пороховники Мглинской сотни превосходно освоили своё ремесло и выделывали порох не только для своего полка, но и для генеральной артиллерии. При Апостоле, в хуторе Портники (близ села Велюханы) уже существовал целый пороховой завод.

## Административное деление
По состоянию на 1731 год, Мглинская сотня состояла из 10 куреней:
1. Градский, включавший около 300 казачьих дворов в городе Мглине;
2. Чешуйковский (деревни Старые и Новые Чешуйки, Косари (теперь Красные Косары), хутора Архипенков (Архиповка), Косенков (Косенки), Кабана (Кабановка) и др.);
3. Осколковский (село Осколково, деревни Санники и Полховка и др.);
4. Шумаровский (село Шумарово, деревня Кипти и др.);
5. Курчицкий (сёла Курчичи и Семки, деревня Велюханы и др.);
6. Шевердский (деревня Шеверды, сёла Симонтовка и Костяничи и др.);
7. Нетяговский (село Нетяговка, хутора Поверненский (не сохранился), Мельяновский (Хоружовка), Голякинский (Голяковка) и др.);
8. Высоцкий (сёла Высокое, Лопазна, Великая Дуброва и др.);
9. Овчинский (село Овчинец, деревня Суражичи и др.);
10. Дроковский (сёла Дроков, Нивное и др.).[5]

### Основные населённые пункты
- город Мглин.

- сёла: Вормин, Осколков, Вельжичи, Дивовка, Шумарово, Курчичи, Разрытое, Белогорщь, Павловка, Буда-Вовницкая, Нетяговка, Симонтовка, Костяничи, Высокое, Лопазня, Великая Дуброва, Красновичи, Ляличи, Овчинец, Душатин, Кромов, Дегтяровка, Нивное, Высокоселицкое, Новый Дроков.

- деревни: Полховка, Попелевка, Кипти, Санники, Шумаровская Рудня, Велюханы, Ветлевка, Старая Романовка, Новая Романовка, Семки, Черноводка, Шуляковка, Пески, Коробоничи, Водвинка, Шапочка, Писаревка, Молодьков, Хорновка, Старые Чешуйки, Шеверды, Ельня, Александровка, Поповка, Каменск, Калинка, Дубровка, Великая Ловчая, Малая Ловчая, Суражичи, Кошовка, Улазовичи, Косичи, Андреевка, Кобыленка, Гудовка, Сенча, Михайловка, Лубенки, Беляны, Далисичи, Слище, Наросль, Струженка, Жастков, Осинка, Долотня, Крутой Ровок, Старый Дроков, Красная, Парфеновка, Цынка, Луговка, Луговец.

- слободы: Лукавица, Новые Чешуйки, Монастырская, Придача.

## Мглинские сотники
- Никифор Васильевич Беленин, 1654.
- Андрей Есимонтовский, 1669.
- Иван Берло, 1671—1672.
- Иван Стасенко, 1679.
- Иван Красный, около 1680.
- Иван Федорович Есимонтовский, 1680—1681.
- Григорий Семенович, 1687—1688.
- Иван Романович Романовский, 1688—1705.
- Михаил Турковский, 1706—1710.
- Афанасий Иванович Есимонтовский, 1710—1715.
- Максим Лаврентьевич Бороздна, 1715—1722.
- Алексей Иванович Есимонтовский, 1723—1732.
- Максим Михайлович Турковский, 1734—1735.
- Василий Лисаневич, 1740—1760.
- Павел Григорьевич Покорский, 1772—1782.